# Katan Amano
Katan Amano (天野 可淡) (Tokyo, 1953 – 1º novembre 1990) è stata un'artista giapponese.
Amano è conosciuta per le sue bambole articolate. Il suo vero nome è Kimiko Osaku.

## Biografia
Katan Amano è nata a Setagaya-ku, Tokyo, nel 1953. Nel 1962 è diventata studentessa della Toei Children's Institute, iniziando a fabbricare bambole nel 1974 mentre studiava alla Joshibi University of Art and Design. Nel 1981 si è svolta una sua mostra personale alla Sarasomesa Gallery. Nel 1988 diventa membro dello staff di Pygmalion, continuando la sua attività di artista di bambole assieme a Ryoichi Yoshida. Muore nel 1990 in un incidente stradale su una moto.